# Günther Platter
Günther Platter (* 7 de junho de 1954, Zams, Tirol) é um político do Partido Popular Austríaco, ÖVP.
Desde 1978 é casado e tem dois filhos. Foi ministro do interior entre os anos 2006 e 2008.
Desde o 1 de julho de 2008 que ele é o landeshauptmann tirolês.